# Army Combat Uniform

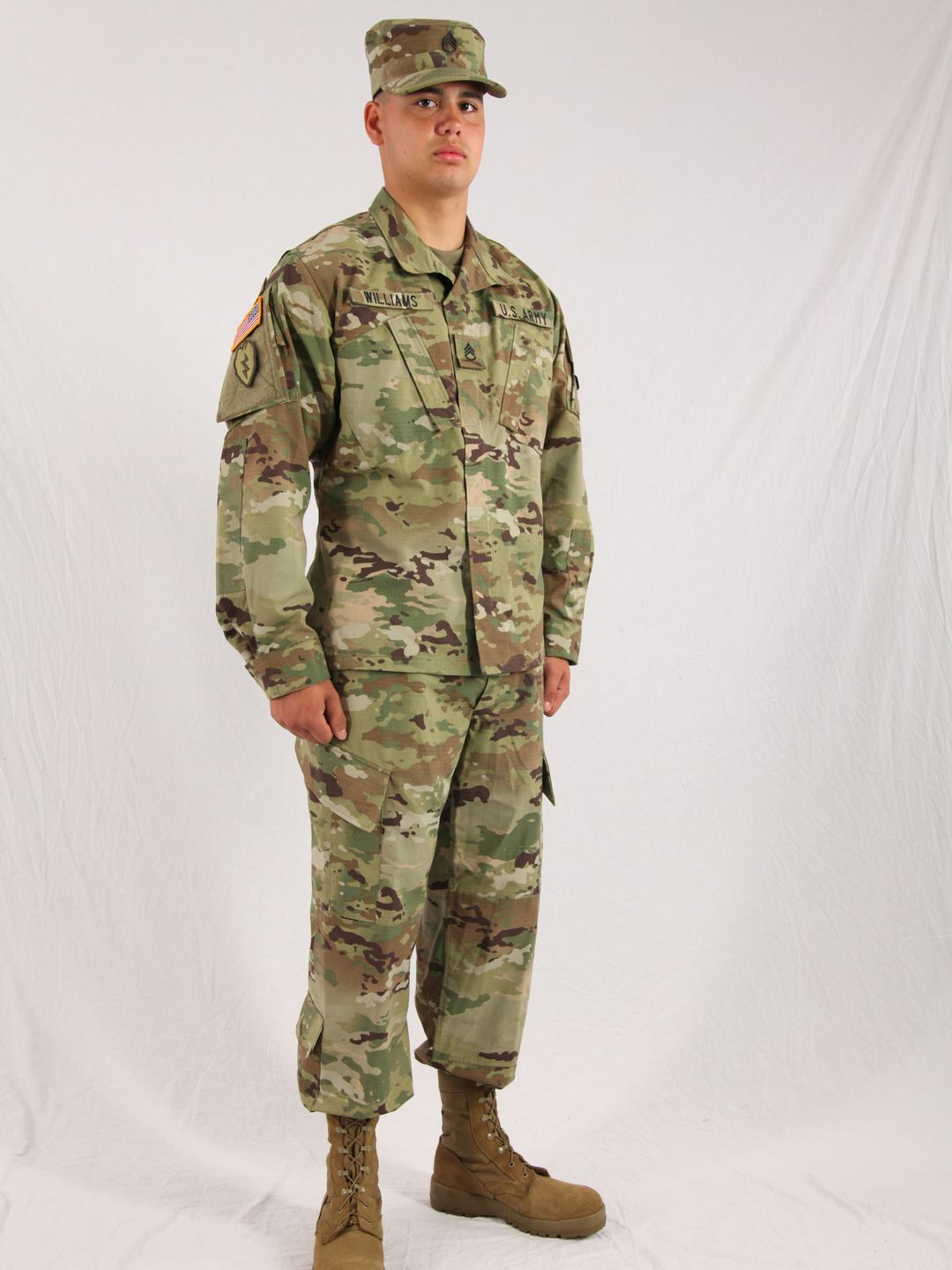
Un soldato USA veste la nuova Army Combat Uniform (ACU) con lo (schema mimetico MultiCam) Operational Camouflage Pattern (OCP).

L'Army Combat Uniform (ACU) e la sua variante ignifuga, la Flame-Resistant Army Combat Uniform (FRACU), sono le uniformi da battaglia indossate dallo United States Army. L'uniforme è usata pure dalla U.S. Air Force, nel cui ambito è nota come Airman Combat Uniform, e da alcuni dipendenti civili dello U.S. Department of Defense (DoD).
Svelata per la prima volta nel giugno 2004, succede alla Battle Dress Uniform (BDU) e alla Desert Camouflage Uniform (DCU) portate dagli anni 1980 e 1990 fino ai primi anni 2000, rispettivamente. La ACU e i materiali che la compongono sono realizzati dalle infrastrutture industriali che producevano la ormai obsoleta BDU. Le ACU d'ordinanza sono prodotte in una fibra 50% nylon e 50% cotone. Le fibre di diversa composizione non sono ufficialmente riconosciute.

## Storia

### Sviluppo
All'inizio del 2004, alcuni soldati dello U.S. Army furono dotati della "Close Combat Uniform", una variante della Desert Camouflage Uniform (DCU) che presentava innovazioni come le tasche sulla spalla con chiusure "Velcro" a uncino e asola, insegne di grado sul petto ed un nuovo colletto. Le caratteristiche sperimentali usate nella CCU alla fine furono incorporate nella ACU, e ne fu dato pubblico annuncio nel giugno 2004.

### Adozione iniziale
Il processo di sostituzione delle BDU e ACU dell'esercito nello schema woodland doveva iniziare nell'aprile 2005. Però l'adozione cominciò due mesi prima mediante la Rapid Fielding Initiative.
I soldati del 48th Infantry Brigade Combat Team furono i primi americani a ricevere la ACU, in seguito diffusa a tutta la brigata nei combattimenti dell'Operazione Iraqi Freedom nel maggio 2005. Il gradimento della ACU all’inizio non fu unanime, poiché si lamentavano una durabilità insufficiente e l'eccessiva necessità di manutenzione.

### Universal Camouflage Pattern (UCP)

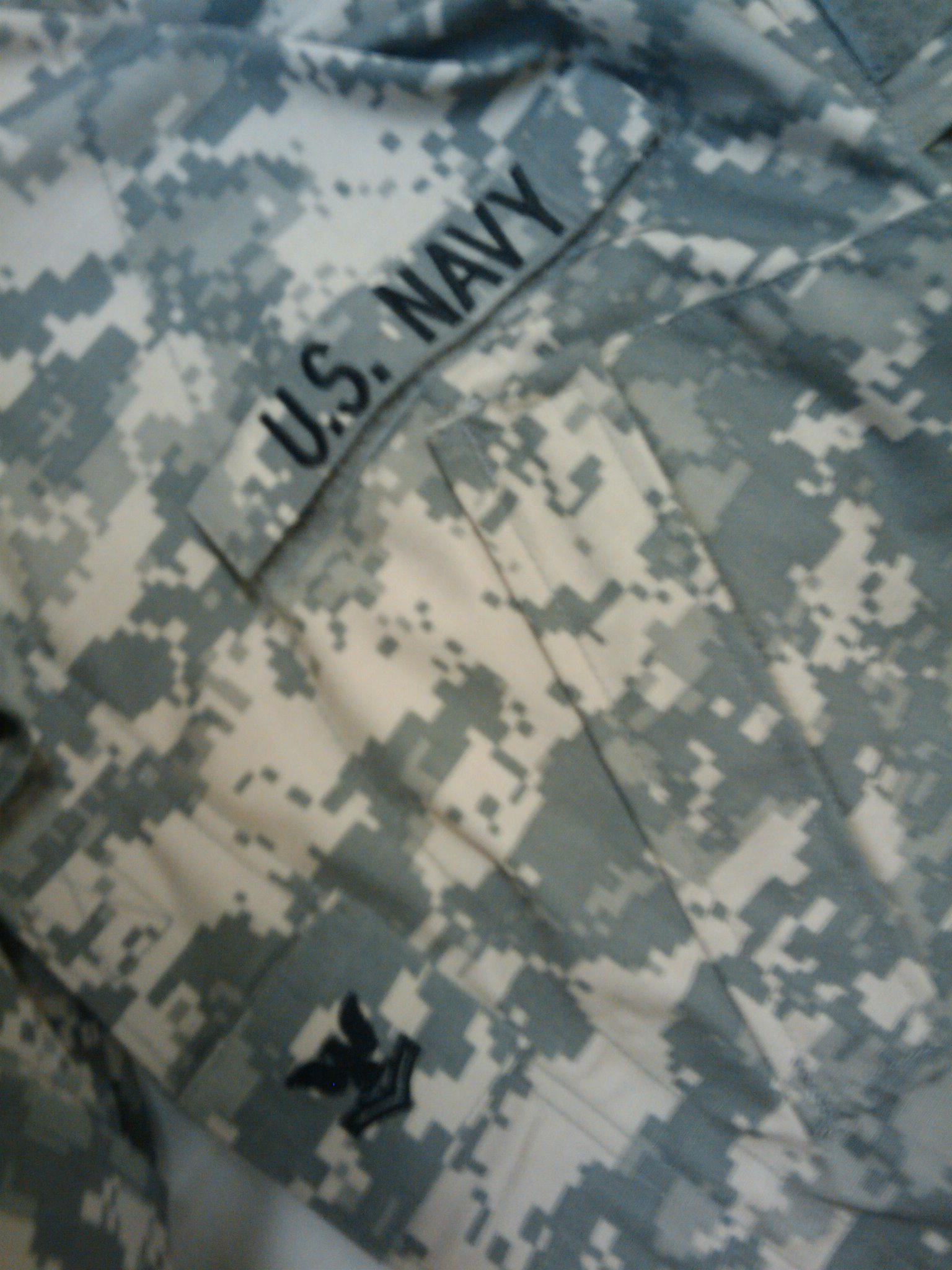
La ACU di un marinaio U.S. Navy aggregato ad un'unità U.S. Army durante la Guerra in Iraq, agosto 2009.

La ACU originariamente usava lo Universal Camouflage Pattern (UCP), caratterizzato da uno schema pixelizzato di beige, grigio e verde (Desert Sand 500, Urban Gray 501 e Foliage Green 502) ed era concepita per funzionare ugualmente bene in ambienti desertici, boschivi ed urbani. È simile esteticamente agli schemi mimetici MARPAT dello USMC e CADPAT canadese. La sfumatura nera fu tralasciata perché è altamente visibile sia ad occhio nudo sia con apparati ottici moderni. Il nero puro, osservato con visori notturni, risulta eccessivamente scuro e crea un'indesiderabile immagine ad elevato contrasto. Lo schema si è dimostrato inefficace in certi ambienti, e si prevede di eliminarlo dall'esercito entro il 30 settembre 2019.

### Operation Enduring Freedom Camouflage Pattern (MultiCam)
Da fine 2010 i soldati US Army schierati in Afganistan (a partire dalla 173rd Airborne Brigade) ricevettero una variante sviluppata dall'esercito dello schema Crye Precision "MultiCam" (OCP o OEFCP), che era molto più efficace sul terreno afgano. Queste uniformi ignifughe sono progettate per evitare le ustioni di terzo grado, e per ridurre fino al trenta per cento le ustioni di secondo grado. Inoltre, le uniformi sono trattate con permetrina chimica per dare ai soldati una maggior protezione dalle malattie trasmesse da insetti, come la malaria. Alcuni soldati US Army durante le ultime fasi della Guerra in Iraq vestivano già la ACU in MultiCam; se ne son visti con tale tenuta già nel dicembre 2011, quando gli Stati Uniti ritirarono le loro forze militari dal Paese alla fine della guerra. Questa particolare versione è stata sostituita dalla nuova ACU con l'Operational Camouflage Pattern.

### Operational Camouflage Pattern (OCP)
Nel maggio 2014 l'esercito annunciò ufficialmente che l'Operational Camouflage Pattern (OCP) avrebbe sostituito l'UCP sulla ACU. L'originale schema "Scorpion" fu sviluppato allo United States Army Soldier Systems Center dalla Crye Precision nel 2002 per il programma Objective Force Warrior. La Crye in seguito modificò e brevettò la sua versione dello schema come MultiCam, che fu prescelta per l'impiego da parte dei soldati USA in Afganistan nel 2010. Dopo che i colloqui per adottare ufficialmente il MultiCam si interruppero per motivi di spesa a fine 2013, l'esercito iniziò a sperimentare lo schema Scorpion originale, creando una variante dal nome in codice "Scorpion W2", osservando che se uno schema poteva essere brevettato, questo non è possibile con una tavolozza di colori e che a più di 50 metri "non è così rilevante" quale sia lo schema specifico impiegato. Lo schema assomiglia al MultiCam con colori verdi, beige chiari, e marrone scuri variati, ma usa meno macchie beige e marrone e nessun elemento verticale a ramoscello e ramo. Il 31 luglio 2014 l'esercito annunciò formalmente che si sarebbe cominciato a distribuire lo schema sulle uniformi nell'estate 2015. Il nome ufficiale ha lo scopo di dar rilievo al suo uso esteso: dall'Afganistan fino a tutti i comandi operativi in zone di combattimento. Lo schema UCP dovrebbe essere sostituito completamente dall'OCP sulla ACU dal 1 ottobre 2019. Le ACU in OCP divennero disponibili per l'acquisto dal 1 luglio 2015, mentre i soldati dispiegati in teatri operativi ricevevano già uniformi ed equipaggiamento con il nuovo schema.

## Componenti

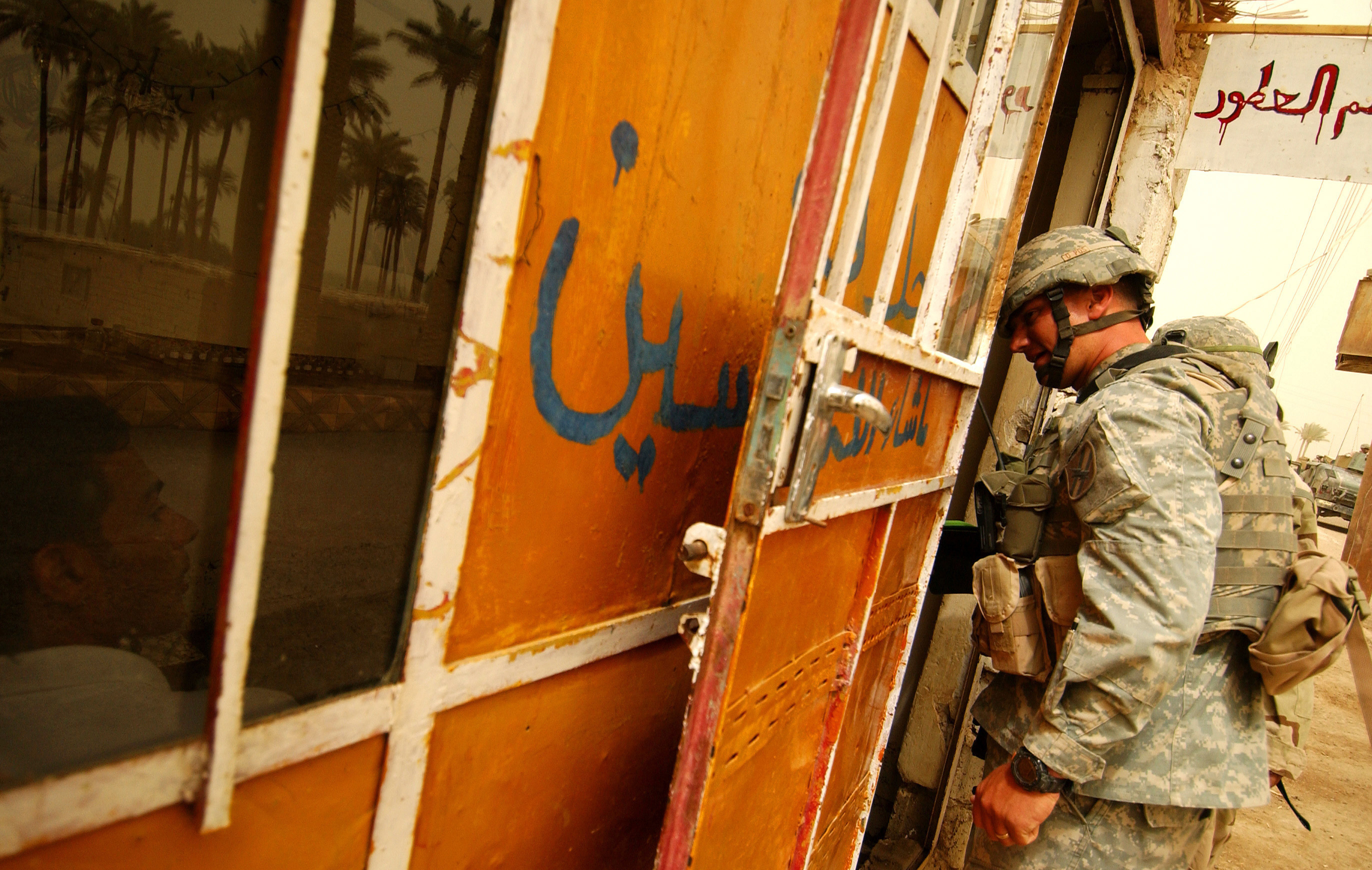
Soldato US Army nel giugno 2005 indossa la ACU in UCP, con corpetto IBA ed elmetto ACH abbinati.

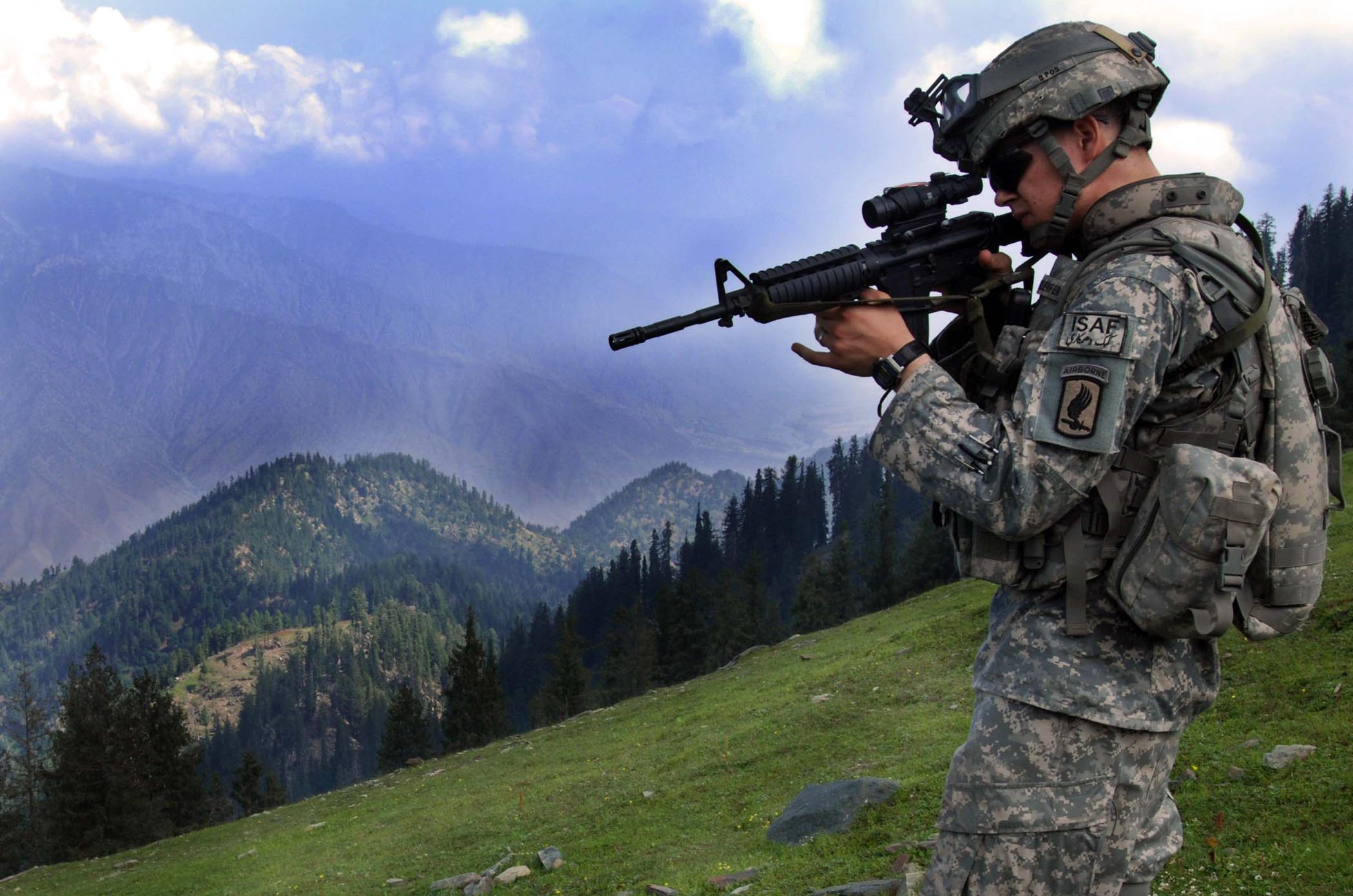
Soldato U.S. Army nella provincia di Kunar (Afghanistan), durante l'Operazione Saray, aprile 2006.

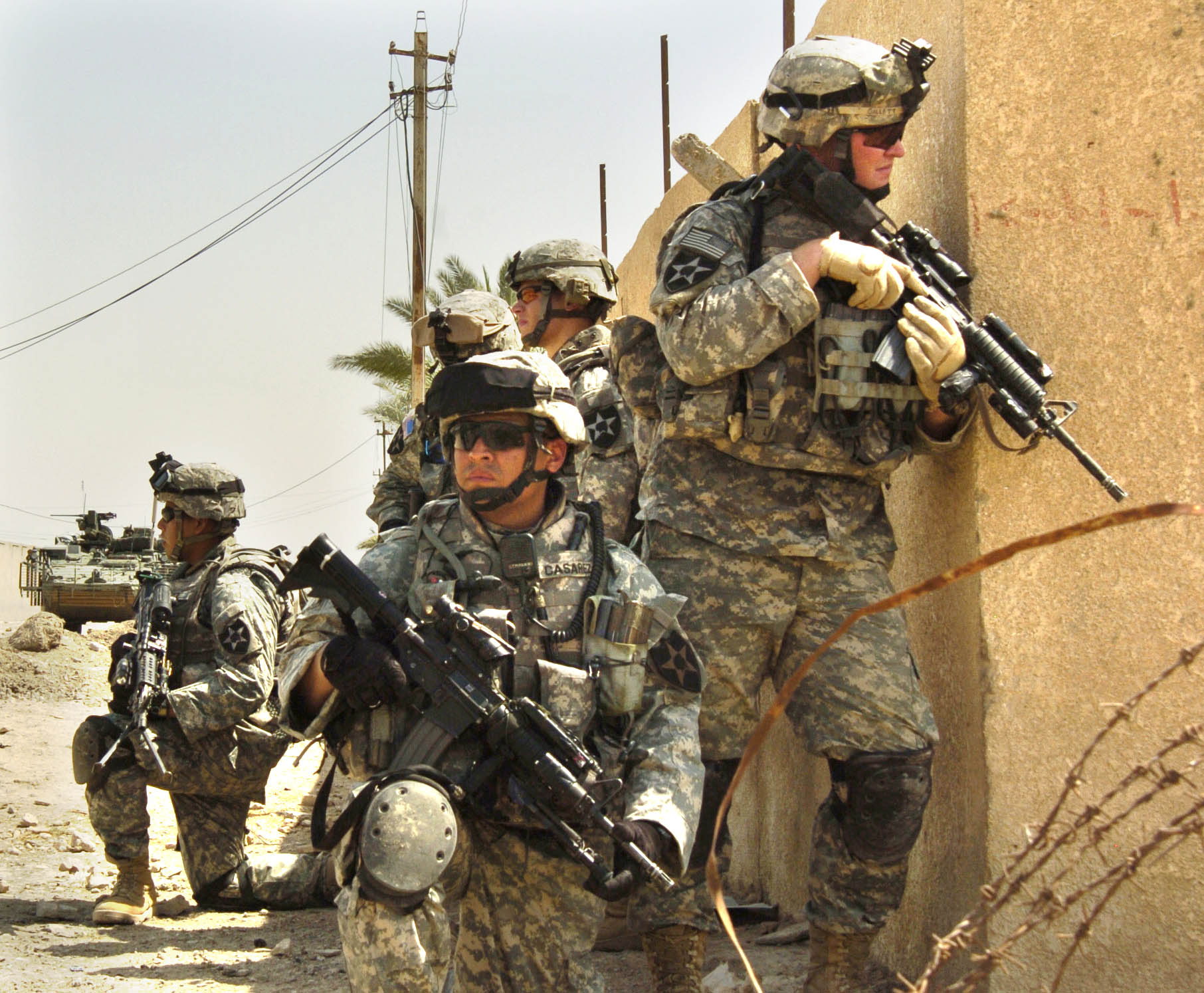
Soldati U.S. Army della 2nd Infantry Division, pattugliano le strade di Baghdad (Iraq) durante la Guerra in Iraq, agosto 2006, indossando ACU e Interceptor body armor (dispositivo balistico di protezione individuale).

La ACU sulle tasche all'altezza delle spalle ha chiusure ad uncino ed asola, comunemente note con il nome generico "velcro".

### Giacca
La giacca ACU in origine usava accessori assistiti da uncino ed asola per fissare elementi come strisce portanome, distintivi di grado, stemmi da spalla e targhette, oltre a mezzi di riconoscimento come la bandierina USA e la targhetta per gli infrarossi. In origine sulla ACU erano autorizzati solo distintivi di specializzazione applicati a spilla, e non più di cinque alla volta.
Nell'estate 2011 fu cambiato il regolamento per consentire di indossare distintivi di specialità ricamati e cuciti come quelli che si portavano sulle BDU più vecchie. Rimaneva in vigore il limite dei cinque distintivi, e non si potevano mescolare distintivi cuciti con quelli a spilla. Al contempo le strisce con la scritta "US Army", quelle portanome e le insegne di grado potevano essere cucite se chi l'indossava lo preferiva. Le targhette di specializzazione come President's Hundred Tab, Special Forces, Ranger, e Sapper sono indossate sulla patta della tasca sulla manica sinistra, e sono soggetti ad un limite massimo di tre pezzi. Una targhetta che è parte integrante del contrassegno di unità, come le targhette "Mountain" o "Airborne" non è computata in detto limite. Il distintivo da cappellano dello U.S. Army è l'unico distintivo di branca dell'esercito autorizzata sulla ACU. È centrato a 1/8 di pollice (32 mmi circa) sopra al portanome di destra. Il distintivo può essere la varietà in metallo a spilla o il distintivo nero ricamato sul tessuto digitalizzato con chiusure Velcro.
È incorporata la Near-infrared signature management technology per minimizzare la sagoma infrarossa. Su ogni spalla sono cuciti quadrati permanenti IR IFF per favorire l'identificazione del personale "amico" quando si usano visori notturni, e sono protetti da strisce Velcro in guarnigione o quando non si usano.
Il contrassegno con la bandiera USA si può portare sulla ACU in tre gradazioni cromatiche: pieno colore, pieno colore IR (infrarossi), e attenuato IR. Detto contrassegno (a colore pieno o attenuato) si indossa sulla patta della tasca sulla spalla destra della giacca ACU. La versione attenuata si usa solo se prescritta per situazioni tattiche o operative. Sulla spalla destra della ACU, la bandiera USA è rappresentata con la union (il rettangolo con le stelle) alla destra di chi guarda, invece della normale sinistra (la destra dal "punto di vista" della bandiera); questo è fatto per dare l'impressione che la bandiera avanzi assieme a chi la indossa. Le insegne da spalla sono portate sempre nella forma attenuata.
Il colletto alla coreana della giacca è pensato per essere portato sollevato per adattarsi al dispositivo di protezione balistica Improved Outer Tactical Vest (IOTV), e portato abbassato nelle altre circostanze. Nel passaggio allo schema OCP, la striscia Velcro che chiudeva il colletto alla coreana è stata tolta, assieme alle altre chiusure Velcro.
La chiusura frontale è incernierata e rinforzata con Velcro, pensato per essere usato con l'OTV. Le tasche inclinate sul petto, i polsini, e le tasche con inserto per gomitiera utilizzano a loro volta chiusure ad uncino ed asola. C'è un taschino portapenne a tre posti sulla manica sinistra della giacca, e soffietti da camicia per una maggiore mobilità. La giacca è portata in modo che il suo fondo stia tra il fondo della tasca e la cima della tasca cargo.
Sul campo la giacca può essere sostituita dall'Army Combat Shirt ignifuga indossata direttamente sotto allo IOTV.

### Pantaloni
I pantaloni ACU sono indossati con una cintura di nylon da due pollici (5 cm circa), e sono dotati di sacche velcro per ginocchiere, due tasche inclinate in avanti sulla coscia con cordoncino elastico e Velcro per tenerle chiuse durante l'azione, e due tasche al polpaccio con una chiusura Velcro. I pantaloni ACU con materiali ignifughi vengono distribuiti in Iraq e Afganistan.
Gli aggiornamenti dei pantaloni ACU a fine 2010 comprendevano l'eliminazione delle chiusure Velcro dalle patte delle tasche cargo inclinate in avanti sulla coscia, sostituiti da tre bottoni. Questo cambiamento fu introdotto gradualmente a partire dal 2009 ed è tuttora in pieno svolgimento. I bottoni sono ordinari (la stessa funzione sulle tasche cargo dei pantaloni BDU), mentre il terzo bottone posto all'estremità della tasca può essere usata per consentire maggior carico e volume nelle tasche cargo. Sulle tasche piccole al polpaccio i tre pezzi di Velcro (2 quadrati di uncini sulla tasca e una striscia rettangolare di asole sulla patta) sono stati sostituiti con un bottone singolo nel 2012. I bottoni furono reintrodotti e sostituirono il Velcro sulle tasche dopo numerose lamentele dai soldati sul campo.
I passanti della cintura sono stati riprogettati. Ne è stata raddoppiata la larghezza, e ora ce ne sono otto invece di sette. È stato tolto il cordoncino per regolare i pantaloni in vita, e sostituito da cinghiette Velcro, una per anca. Al posto di una sacca al ginocchio in cui si possono infilare solo ginocchiere morbide come in passato, la zona ginocchio oggi presenta un disegno articolato a più strati che permette di inserire e bloccare ginocchiere rigide. Dietro alla zona ginocchio ci sono toppe ad uncino ed asola per agganciare ginocchiere supplementari. I "polsini" al fondo dei calzoni non usano più stringhe per rimboccare; sono state sostituite da regolatori Velcro. Con la transizione all'OCP, le sacche per inserire ginocchiere sono state eliminate del tutto, ed alcuni Velcro sono stati rimpiazzati da bottoni.
Per poter distinguere a distanza la FRACU (ignifuga) dalla ACU, è stato attaccato un quadratino beige al polsino sinistro della giacca e in mezzo alla patta della tasca cargo sinistra dei pantaloni.

### Copricapo

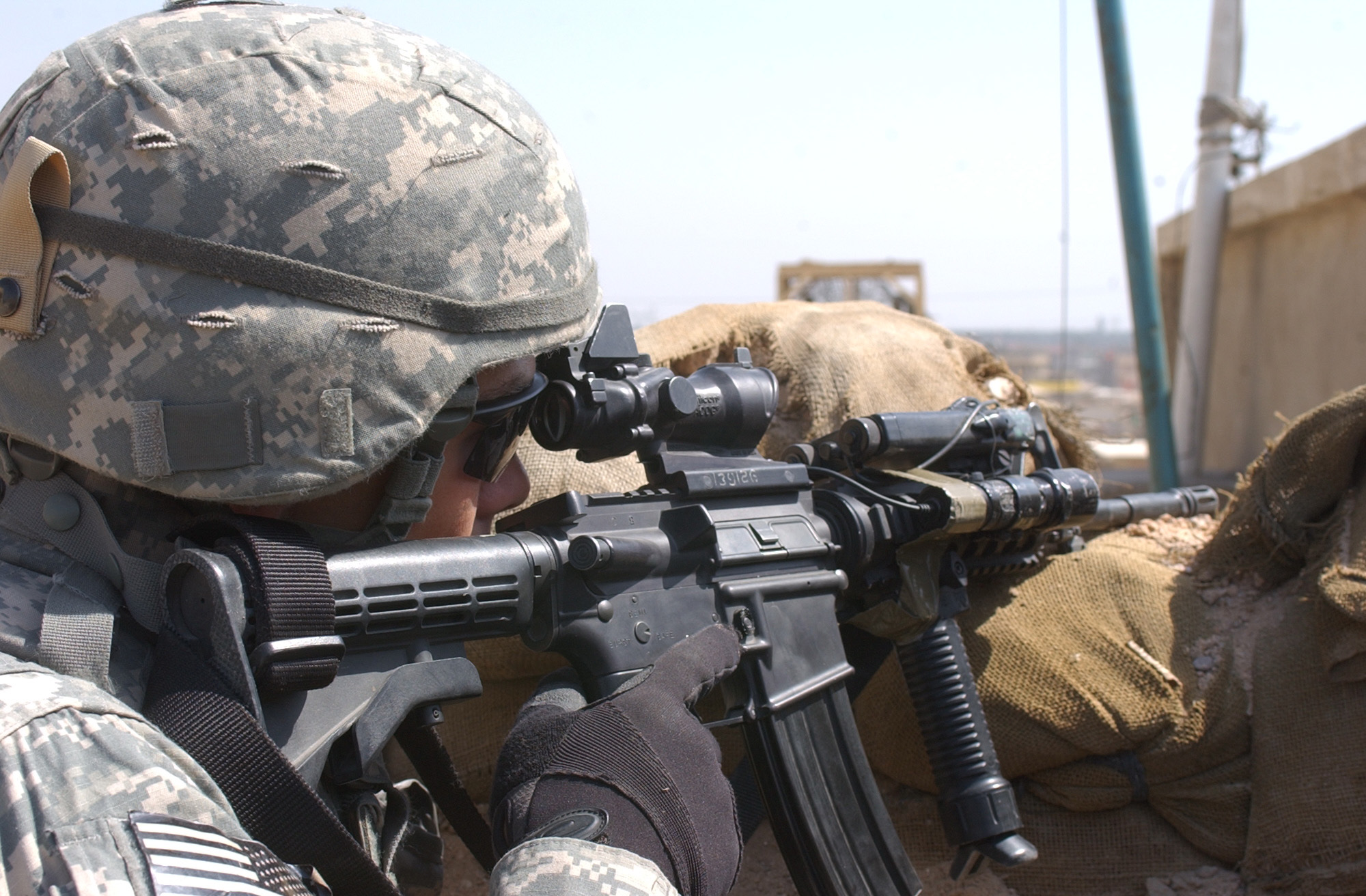
Un soldato U.S. nel marzo 2007, indossa un elmetto con copertura mimetica UCP durante la Guerra in Iraq.

Tipicamente, la ACU si porta con l'Advanced Combat Helmet, un berretto da pattuglia (simile ad un berretto da baseball), un boonie hat e/o un berretto di pile adatto ai mesi invernali. Il berretto da pattuglia è un berretto morbido in stile kepi a pareti dritte e sommità piatta, un frontino di spessore doppio e una tasca interna. In guarnigione può essere indossato il basco amaranto, beige, marrone, e verde da parte di paracadutisti, ranger, consiglieri, e forze speciali rispettivamente. Il berretto verde di microfibra è autorizzato per uso campale e di guarnigione fuori dal PT di unità, attraverso il comando locale. Sul retro del berretto da pattuglia si indossa una striscia portanome. Sull'ACU Patrol Cap e sull'ACU Boonie Hat è consigliato il distintivo di grado cucito, ma è autorizzato anche quello a spilla. Il grado dev'essere cucito con la copertura MICH (Modular Integrated Communications Helmet) Camouflage se indossata ma spesso non si usa perché va in conflitto con il visore notturno.

### T-shirt
La ACU si porta con una T-shirt traspirante color sabbia. La T-shirt beige 499 è autorizzata con la ACU-OCP, e diverrà la sola T-shirt autorizzata quando avverrà la completa transizione all'OCP prevista nel 2019.

### Calzature
La ACU si indossa con gli Army Combat Boot beige e i calzini di cotone verde oliva. Le versioni commerciali di questo scarpone sono autorizzate illimitatamente, purché siano conformi alle seguenti specifiche: devono essere alti da 8 a 10 pollici, realizzati in cuoio grezzo marrone chiaro con suole in cuoio bovino con punta piana e suole in gomma marrone chiaro, senza cerniere, tacchetti metallici o linguette laterali. Per il terreno difficile è disponibile il Mountain Combat Boot, e per il clima freddo l'Extreme Cold Vapor Barrier Boot. Come per la T-shirt, gli scarponi marron coyote sono autorizzati con l'OCP e saranno l'unica calzatura autorizzata in seguito alla transizione completa del 2019.